# او ام راین
او ام راین (به آلمانی: Au am Rhein) یک شهر در آلمان است که در راشتات واقع شده‌است. او ام راین ۳٬۳۷۶ نفر جمعیت دارد.